# Colombier (Dordoña)
 Colombier  (en occitano Colombièr) es una población y comuna francesa, situada en la región de Aquitania, departamento de Dordoña, en el distrito de Bergerac y cantón de Issigeac.

## Demografía
| 241 | 233 | 212 | 195 | 228 | 226 |
| Para los censos de 1962 a 1999 la población legal corresponde a la población sin duplicidades (Fuente: INSEE [Consultar]) |     |     |     |     |     |